# Stilbula yemenica
Stilbula yemenica is een vliesvleugelig insect uit de familie Eucharitidae. De wetenschappelijke naam is voor het eerst geldig gepubliceerd in 2004 door Narendran & Girish Kumar.